# Juri Logwinenko
Juri Anatoljewitsch Logwinenko (kasachisch Юрий Анатольевич Логвиненко; * 22. August 1988 in Aktjubinsk, Kasachische SSR) ist ein kasachischer ehemaliger Fußballspieler auf der Position eines Mittelfeldspielers.

## Karriere

### Verein

#### FK Aqtöbe
Juri Logwinenko begann seine Profikarriere beim kasachischen Verein FK Aqtöbe. Von 2006 bis 2015 spielte er für seinen Heimatclub. Sein Debüt in der kasachischen Premjer-Liga gab er am 8. April 2006 am ersten Spieltag der Saison 2006 im Spiel gegen den FK Taras, als er in der 87. Minute eingewechselt wurde. Unter Trainer Wladimir Muchanow konnte er sich bereits in seiner ersten Profisaison als Stammspieler etablieren; er kam auf 24 Einsätze, in denen er zwei Tore schoss. Mit nur sechs Niederlagen schloss Aqtöbe die Saison auf dem zweiten Tabellenplatz ab. Am 19. Juli 2006 gab Logwinenko sein Debüt in einem internationalen Vereinswettbewerb. In der Champions League 2006/07 wurde er am 19. Juli 2006 im Spiel gegen FK Liepājas Metalurgs in der 75. Minute für Anatoli Malkow eingewechselt.
In seiner zweiten Saison als Profifußballer konnte er mit Aqtöbe bereits den Gewinn der kasachischen Meisterschaft feiern. In der Saison 2008 gelang es Logwinenko mit seinem Verein das Triple zu holen. In der zweiten Austragung des Supercups setzte sich die Mannschaft im März mit 2:0 gegen Qrdabassy Schymkent durch. Logwinenko wurde in der 90. Minute ins Spiel eingewechselt. Weil am Saisonende Aqtöbe und Qostanai punktgleich waren, musste die beiden Vereine ein Spiel um den Meistertitel austragen. Der FK Aqtöbe konnte das Spiel, in dem Logwinenko in der 119. Minute den Platz mit einer roten Karte verlassen musste, im Elfmeterschießen für sich entscheiden. Auch den Gewinn des Pokals konnte er mit seinem Verein feiern.
Nach zehn Jahren kündigte Logwinenko im Februar 2016 seinen Vertrag mit Aqtöbe, nachdem der Verein an die sportlichen Erfolge der letzten Jahre nicht mehr anknüpfen konnte.

#### FK Astana
Im März 2016 wechselte Logwinenko zum FK Astana. Sein Debüt für den Klub aus der kasachischen Hauptstadt gab er am ersten Spieltag der Saison 2016 beim 2:1-Heimsieg gegen Schachtjor Qaraghandy. Am 13. April erzielte er sein erstes Pflichtspieltor für Astana beim 0:1-Auswärtssieg gegen Schetissu Taldyqorghan. In seiner Premierensaison, in der er 25 Spiele absolvierte und zwei Tore erzielte, konnte er mit seinem Verein den Gewinn der kasachischen Meisterschaft feiern. In der Champions League trat er mit seinem Verein in der Qualifikationsrunde gegen den FK Žalgiris Vilnius und gegen Celtic Glasgow an. Im Heimspiel gegen Glasgow (1:1) am 27. Juli 2017 erzielte er in der 19. Minute den Treffer zur vorläufigen Führung und sein erstes Tor in der Champions League. Nach dem Ausscheiden aus der Königsklasse trat Astana in der Europa League 2016/17 an. Hier stand er in allen sechs Spielen der Gruppenphase in der Abwehr der Mannschaft.
In der Saison 2017 stand er als Abwehrstammspieler in 29 Spielen auf dem Platz und erzielte insgesamt vier Tore. In der Premjer-Liga konnte Logwinenko mit dem FK Astana den zweiten Meistertitel holen. In der Qualifikation der Champions League bestritt er fünf Spiele, in der Europa League absolvierte er sechs Spiele. Am 14. September 2017 erzielte er bei der 3:1-Niederlage gegen den FC Villarreal sein erstes Tor in der Europa League.

### Nationalmannschaft
Seit 2008 spielt Logwinenko für die Kasachische Fußballnationalmannschaft. Er spielte die Qualifikation zu WM 2010, EM 2012 und zur WM 2014.

## Erfolge
FK Aqtöbe
- Kasachischer Meister: 2007, 2008, 2009, 2013
- Kasachischer Pokalsieger: 2008
- Kasachischer Supercupsieger: 2008, 2010, 2014

FK Astana
- Kasachischer Meister: 2016, 2017, 2018, 2019
- Kasachischer Pokalsieger: 2016
- Kasachischer Supercupsieger: 2018